# 2b2t
2b2t (2builders2tools) je Minecraft server založený v prosinci 2010. 2b2t nemá v podstatě žádná pravidla a hráči nejsou trvale zabanováni. V Minecraft komunitě je známé jako „anarchy server“. V důsledku nedostatku pravidel a autority se hráči běžně zapojují do ničení výtvorů ostatních hráčů a skupin („griefování“), a také do hackování pomocí upraveného softwaru („cheatování“), aby získali výhodu nad ostatními. 2b2t je nejstarší „anarchy server“ a druhý nejstarší Minecraft server. Server je trvale nastaven na těžkou obtížnost a je povolen boj hráče proti hráči (PvP). Jeho proceduálně generovanou mapu prozkoumalo více než 929 000 hráčů, kteří zvětšili jeji velikost na více než 49,7 terabajtů. 2b2t byl v médiích popsán jako nejhorší Minecraft server kvůli své „toxické“ hráčské základně a kultuře.

## Historie

### 2010–2016: Založení a raná historie

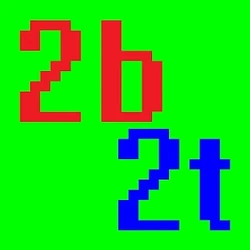
První logo používané v letech 2010 až 2017

2b2t bylo založeno v prosinci roku 2010. Od té doby běží konzistentně bez resetování mapy. Zakladatelé jsou anonymní a rozhodli se zůstat známí pouze prostřednictvím svých uživatelských jmen. Nejprominentnější zakladatel je běžně označován jako „Hausemaster“. Server funguje s minimálními pravidly jako „anarchy server“. Minimální pravidla znamenají třeba opravy nebo omezení chyb a hacků, které ničí hru (např. duplikování předmětů, hacky umožňující hráči létat nebo měnit jeho rychlost atd.).
Existuje mnoho vysvětlení proč bylo 2b2t založeno bez pravidel. Jeden provozovatel serveru řekl Vice, že server vznikl jako běžný Minecraft server, než se svými přáteli „rozhodl, že jej otevře, aby zjistil, jak moc lidé dokážou zničit, a začal ho inzerovat na různých místech na internetu“. Podle hráče 2b2t a amatérského archiváře Jamese Rustlese dostal Hausemaster server od jeho původního zakladatele, který jej založil na principu maximální hráčské svobody v tradici Garry’s Mod serveru, který již vlastnil.
Server byl krátce po svém vzniku inzerován na online fórech, jako je 4chan, Facepunch Studios a Reddit, jejichž uživatelé jej kvůli naprosté svobodě, kterou nabízel, zaplnili po stovkách. Členové z různých fór pořádali na serveru na sebe a své základny nájezdy. Zakladatelé nakonec přestali Minecraft hrát, ačkoli server zůstal online díky své velké hráčské základně. Subreddit r/2b2t vytvořil jeden z hráčů 25. března 2012. Na začátku roku 2013 byla velikost souboru mapy světa 2b2t hlášena na více než 500 gigabajtů. Koncem roku 2015 se zvýšila na téměř jeden terabajt a její údržba stála 90 dolarů (cca 2000 Kč) za měsíc.

### 2016–současnost: Příbytek hráčů

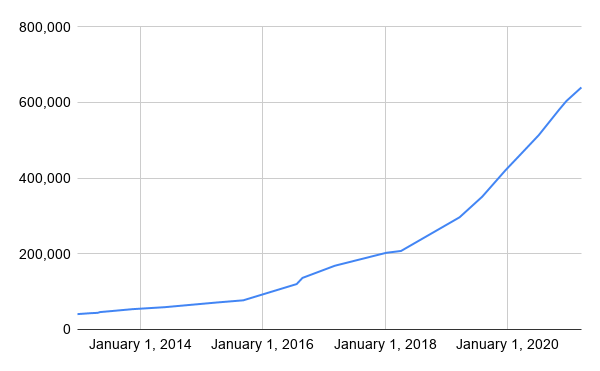
Unikátní hráči 2b2t v průběhu času podle správce serveru

1. června 2016 nahrál populární YouTuber, jehož jméno je „TheCampingRusher“, na YouTube video, na kterém hraje na 2b2t. Video získalo za necelé čtyři měsíce od nahrání více než dva miliony zhlédnutí. To způsobilo masivní příbytek nových hráčů z řad diváků tohoto YouTubera. Příbytek nových hráčů zahltil server a zatížil hardware používaný k jeho hostingu a provozu, což dalo dohromady skupinu starších hráčů, kteří se spojili proti těmto novým hráčům („veteráni“).
Ačkoliv noví hráči, kteří byli označeni jako „rusheři“, v té době měli početní převahu nad staršími hráči, starší hráči měli roky zkušeností a více prostředků. Mnoho starších hráčů odradilo nové hráče tím, že zničili oblast, ve které se objevují („spawn“). Tato oblast se tak stala neobyvatelnou a extrémně náročnou na přežití. Využívali také techniku s názvem „spawnkilling“, která by se dala vysvětlit, jako zabíjení hráčů, hned jak se objeví ve světě.

Druhé logo používané v letech 2017 až 2022

Někteří hráči stavěli herní vychytávky určené k přetížení serveru se záměrem ztížit YouTuberovi TheCampingRusher a jeho fanouškům hraní na něm. Jiní zase umístili obscénní obsah do oblasti spawnu a podél silnic vybudovaných hráči, aby zajistili stažení YouTube videí, které nahrál TheCampingRusher, z důvodu porušení podmínek služby YouTube.
Noví hráči, přestože je od toho TheCampingRusher odradil, zničili základny a památky na serveru, které tam stály roky, což je částečně to, co způsobilo takovou odpověď hráčské základny. Když se Kiberd z Newsweeku zeptal Hausemastera, zda nesouhlasí s masivním příbytkem nových hráčů, Hausemaster odpověděl, že „2b2t rozhodně není zničené – podle mého názoru je takové, jaké by mělo být: naprosto chaotické“.
V reakci na zahlcený server a hardware byla přidána fronta. Do doby před příchodem Rusherů bylo na serveru připojených najednou jen kolem deseti hráčů. Na vrcholu návalu hráčů však ve frontě čekaly tisíce hráčů. Fronta dávala starším hráčům, kteří se připojili před 1. červnem 2016, přednost před novějšími hráči. Avšak i tato funkce byla po roce odstraněna. Běžná fronta se pohybovala velmi pomalu a obsahovala někdy i přes tisíc hráčů. Čekání ve frontě bylo popsáno jako náročný úkol. Proto bylo přidána funkce, že si hráči mohou zaplatit 20 dolarů (cca 500 Kč), aby získali na měsíc přístup do samostatné „prioritní“ fronty, která se pohybuje mnohem rychleji.

### 2018–2021: Exploit Nocom

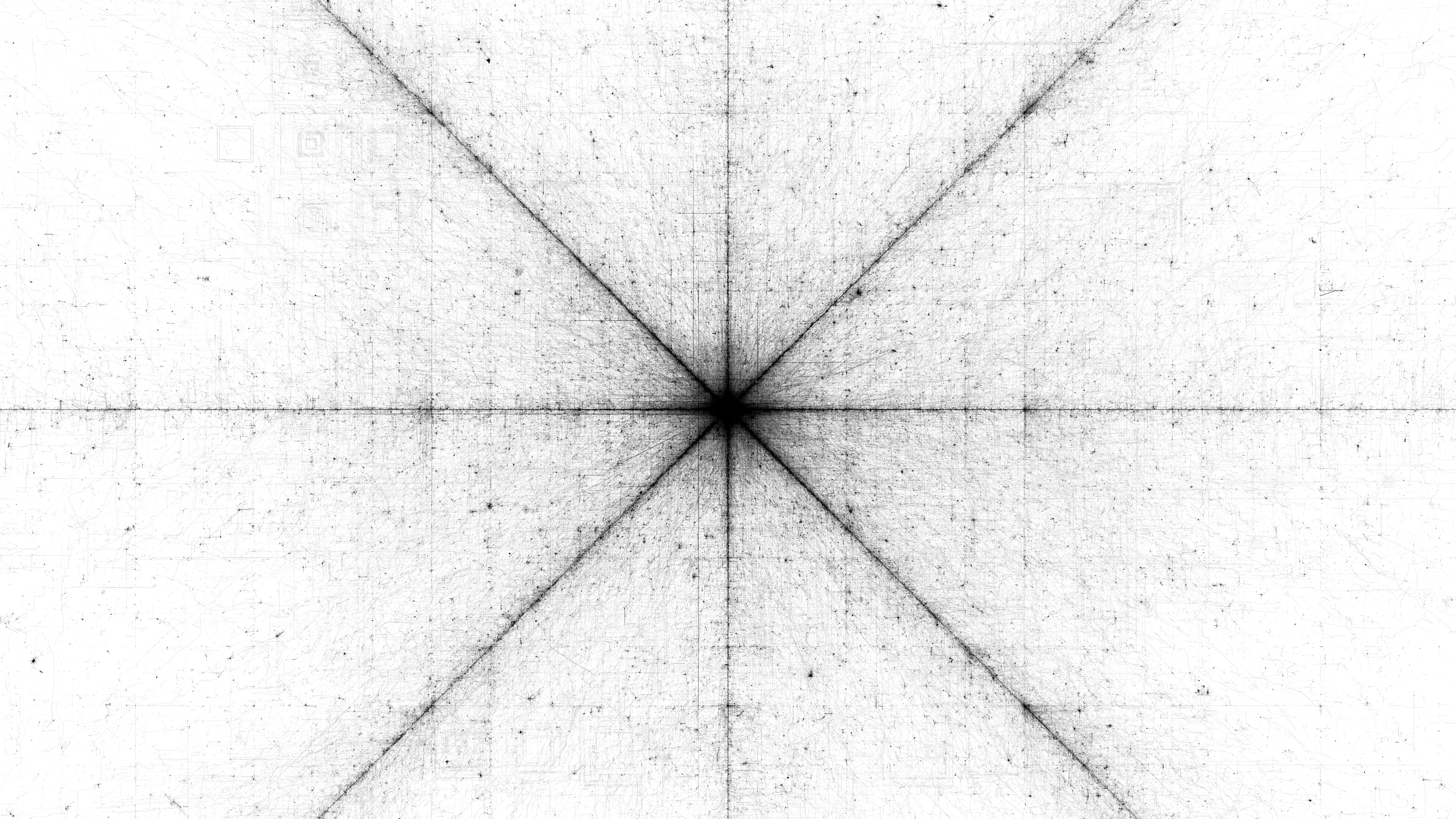
Teplotní mapa umístění hráčů na serveru od března 2020 do července 2021, vytvořená pomocí dat shromážděných z exploitu Nocom. Nápadné jsou „highways“ s velkým provozem, které se táhnou miliony bloků od centrální oblasti (spawn).

V roce 2018 objevila skupina hráčů s názvem „Nerds Inc.“ (název pocházející od Monsters, Inc.) chybu v softwaru 2b2t, která hráčům umožňovala dotazovat se serveru na vzdálený terén, který si hráči normálně nemohou prohlédnout. Tohle dotazování kladlo na server velkou zátěž, kterou skupina Nerds Inc. využila k opakovanému zhroucení serveru. Záměrem toho bylo přimět vývojáře PaperMC (serverového softwaru, který používalo 2b2t), aby vytvořili opravu této chyby, která ale zavedla jinou zranitelnost, kdy server reagoval na dotazy ohledně vzdáleného terénu pouze v případě, že byl vzdálený terén načten (tedy v blízkosti hráče). Tím dostala skupina možnost, dozvědět se zda daná oblast obsahuje hráče, a pokud ano, zjistit i jak oblast vypadá. Skupina Nerds Inc. byla nyní schopna sledovat všechny online hráče a terén kolem nich v reálném čase, takže viděli i hráčské stavby a truhly s cennými věcmi.
Načasování chatového oznámení o připojení a odpojení hráče s načítáním lokací umožňovala Nerds Inc. říci, kde stáli konkrétní hráči. Využití se stalo efektivnější díky adaptivnímu sledovacímu systému, který naprogramoval jeden z členů Nerds Inc. Adaptivní sledovací systém dokázal s pomocí lokalizace Monte Carlo předpovídat cesty jednotlivých hráčů. Velikost shromážděných dat během 3 let fungování exploitu Nocom byla asi 2 terabajty.
Nerds Inc. předali jiné skupině, která s nimi sdílela členy, souřadnice četných základen. Druhá skupina potom tyto základny přepadla a uloupila 200 milionů herních předmětů. Toto zneužití udržovali v tajnosti pomocí gaslightingu a vytvářením falešných příběhů, o tom jak byly základny zničeny. Exploit se jmenoval „Nocom“, což je zkratka pro „no comment“ (český překlad – „bez komentáře“). V roce 2021 další skupina se jménem Infinity Incursion nezávisle vytvořila primitivnější verzi exploitu Nocom a díky méně skrytému používání této verzi se další skupiny začaly o Nocomu dozvídat. 15. července 2021 zavedl správce serveru Hausemaster změny 2b2t, které opravili tento exploit. Nocom vedl k přepadení nebo zničení mnoha základen a skrýší herních předmětů, přičemž bylo objeveno celkem asi 15 000 základen. Rich Stanton z časopisu PC Gamer popsal Nocom jako jednu z nejpůsobivějších událostí v historii serveru. Tato událost dokonce upoutala i pozornost amerického YouTubera MrBeast, který video o ní okomentoval jednoduše slovy „No comment“ (český překlad – „bez komentáře“).

### 2023: Aktualizace na verzi 1.19
14. srpna 2023 byl 2b2t aktualizován na novější verzi Minecraftu 1.19 poté, co roky běžel na starší verzi Minecraftu 1.12. To ale přineslo několik kontroverzních změn. Mezi změny patřilo třeba resetování některého terénu a resetování ekonomiky, které odstranilo a snížilo množství určitých itemů v inventářích hráče a v truhlách nebo shulker boxech, což mělo za následek velký odpor komunity.
24. srpna se Hausemaster omluvil a vysvětlil své rozhodnutí. Následující den oznámil, že se server dočasně vrátí zpět na verzi 1.12 a poté ho znovu aktualizuje na verzi 1.19, ale aktualizace nebude obsahovat tyto kontroverzní změny. Oznámil také možnost vrácení peněz za prioritní frontu, pro ty kteří zaplatili a nebyli se změnami spokojeni.

## Kultura

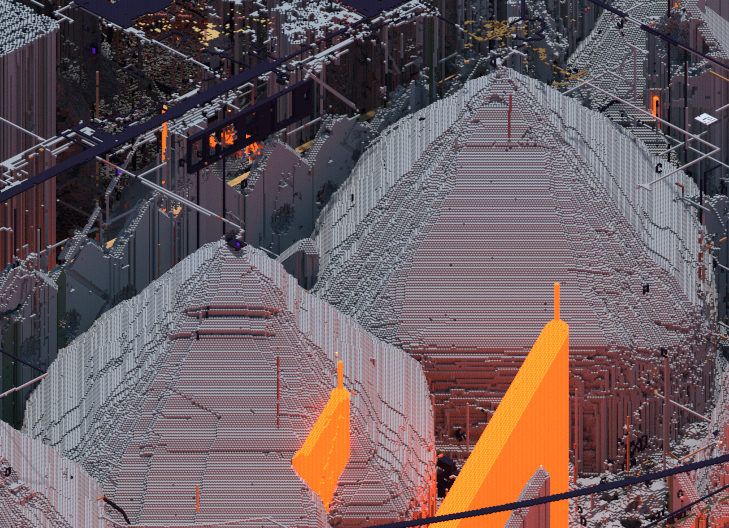
Dva lavacasty tvoří umělé kopce a nerovný terén. Lavacasty mohou také sloužit k zablokování cesty novým hráčům ze spawnu.

Kultura 2b2t, stejně jako podobné Minecraft „anarchy servery“, je nehostinná a nihilistická. Hráči obvykle potřebují ukrýt zásoby herních předmětů a být dobře vyzbrojeni, aby dokázali přežít. Hráči by také měli očekávat, že budou několikrát zabiti. Komplikovanost přežití na 2b2t je umocněna nastavením serveru na těžkou obtížnost a povoleným bojem hráč proti hráči. Staří hráči jsou často nepřátelští k novým hráčům na serveru, které často označují za „newfags“. Chat na celém serveru často obsahuje spam, trolling, trash talking (nadávání mezi hráči) a někdy i doxing (zveřejnění osobních údajů), stejně jako rasistické nadávky, vyhrůžky smrtí a nacistickou propagandu. V herním chatu jsou také běžné odkazy na obscénní obsah nebo na IP grabbery. Hráči lžou ostatním, aby je chytili do pasti. Běžným pravidlem mezi hráči je nevěřit ostatním hráčům.

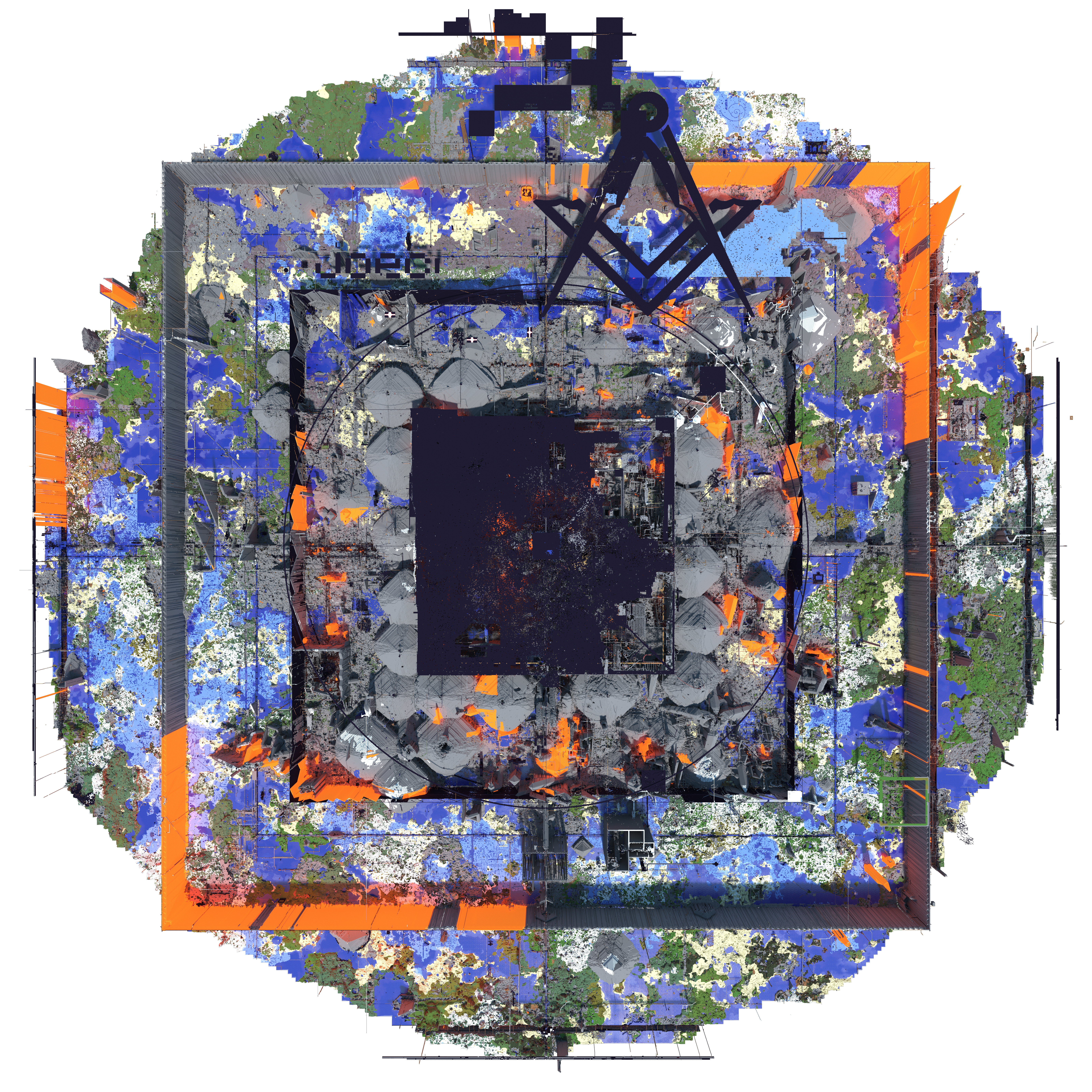
Letecký render oblasti spawn z července 2019 se středem uprostřed mapy. Render má průměr něco málo přes 4 000 bloků a zobrazuje extrémní množství destrukce a úprav prováděných na terénu, včetně výstavby masivních obsidiánových struktur, jako je výrazný znak Svobodných zednářů (vpravo nahoře).

Pasti jsou záměrně umístěny kolem oblasti spawnu. Některé z těchto pastí jsou jámy s lávou, oblasti zapálené ohněm a portály, které vedou k lávě nebo jsou zastavěné obsidiánem. Někteří hráči vytvářejí velké překážky zvané „lavacasty,“ tím že na sebe opakovaně lijí vodu a lávu. Lavacasty by se daly popsat jako hory cobblestonu. Tyto struktury zcela obklopují spawn a mnohé z nich jsou vysoké až k limitu pro stavění.
Na 2b2t občas docházelo k událostem, ve kterých se desítky hráčů sešly za účelem převzetí kontroly nad spawnem na nějakou dobu. Vybudovali třeba velkou základnu nebo zabili mnoho nových hráčů nebo zničili jiné základny. Tyto události byly označovány jako „invaze spawnu“. Nezkušení hráči většinou potřebují mnoho pokusů a několik hodin, aby „unikli“ z oblasti spawnu, kde byly všechny zdroje spotřebovány nebo zničeny v dálce tisíců bloků ve všech směrech. Nejčastější příčinou smrti je hladovění. Hráč může bez cheatů a jídla vydržet asi 1500 bloků cesty, než zemře hlady. Roisin Kiberd z Newsweeku spekulovala, že vydržet výzvu může být součástí přitažlivosti 2b2t: protože „nikdo nepřežije dlouho, je hrdost v tom tam zemřít“.
Zkušení hráči často bydlí daleko od spawnu v relativním bezpečí a mohou hrát hru a stavět. Mapa je méně zničená dále od spawnu, takže je zde víc stromů a zvířat. Cesty postavené hráčem zvané „highways“ (v českém překladu „dálnice“) se používají k cestování ze spawnu. Server nemá žádná pravidla ohledně vlastnictví. Cokoli, co je postaveno, může být kdykoli zničeno, pokud je nalezeno jinými hráči. Tato destrukce, známá jako „griefování“, je na serveru tak běžná, že ji Brendan Caldwell z Rock Paper Shotgun popsal jako „jen formu počasí“. Navzdory této kultuře nepřátelství a ničení se každý apríl koná událost, při které se server na několik dní změní na jinou mapu a hráči se mohou spojit a spolupracovat.
Hráči často využívají upravené klienty Minecraftu obsahující cheaty, jako je rentgenové vidění (označované jako „X-ray“), čímž mohou vidět jaké suroviny se nacházejí pod zemí. Dalšími příklady cheatů jsou automatické používání luku nebo meče a radar. Cheaty jsou povoleny pravidly (nebo jejich neexistencí) 2b2t a nesmírně pomáhají hráčům procházet prostředím a přežít. Hráči bez těchto klientů mají nevýhodu oproti ostatním.
Protože mapa serveru je stará více než deset let, 2b2t si vyvinul vlastní subkulturu a vlastní historii. Martin Paul Eve, výzkumník v oblasti digitálních humanitních věd, zjistil, že wiki dokumentující historii 2b2t „odkazuje na vesmír ve hře, jako by to byla totalita.“ Přirovnal to ke zdrojům dokumentujícím scénu warez, sami se smísili se subkulturou a subkulturu je těžké pochopit bez přímé zkušenosti.

## Recepce
Jak Robert Guthrie z Kotaku, tak Andrew Paul z Vice označili 2b2t za nejhorší Minecraft server. Paul popsal server jako „fantastický svět možností a hrůzy“ a zjistil, že funguje jako jakési virtuální „ID“, představující „nevázaný proud populistického vědomí“. Brendan Caldwell z Rock, Paper, Shotgun popsal 2b2t jako „nejobscénnější server hry“. V červnu 2012 jej Craig Pearson z PCGamesN nazval nejurážlivějším serverem v Minecraftu, přičemž zaznamenal bezcitnost a obscénnost 2b2t v podobě jazyka, stavění svastik a nepřátelské hráčské základny. V roce 2013 Jeremy Peel v článku na PCGamesN informoval o nově oznámené vestavěné serverové hostingové službě (Minecraft Realms) a poznamenal, že děti udrží mimo dosah 2b2t. V roce 2014 Tim Edwards v článku na PCGamesN adresovaném Microsoftu o jejich koupi Minecraftu napsal, že by neměli být „puritánští“ ohledně výtvorů vytvořených hráči, a uvedl, že „2b2t je stále úžasný úspěch, bez anebo se svastikami“.
V roce 2016 v Newsweeku a The Independent popsala Roisin Kiberd 2b2t jako zlovolnou formu Minecraftu, místo krásy a teroru. Kiberd nazvala server „peklem“ a uvedla, že „není bezpečný pro život“, protože server dává „volný průchod [hráčským] nejtemnějším impulsům“. Kiberd došla k závěru, že hlavní přitažlivost hraní na serveru spočívá v poznání možností serveru a také ve snášení jeho nepřátelského prostředí. Kiberd také poznamenala, že existuje takzvaný „metapříběh“, který zahrnuje hráče využívající YouTube a Reddit ke sdílení analýz a komentářů k událostem probíhajícím na serveru. Článek a video IGN z roku 2013 uvedly spawn na 2b2t jako jednu ze šesti nejlepších věcí v Minecraftu, popisující server jako „posledního šéfa“ Minecraft serverů a oslavu destrukce a lhostejnosti. Článek zaznamenal sklon 2b2t ke griefování a cheatování a k obscénnosti a uvedl, že hráči s tlustou kůží by měli alespoň jednou navštívit 2b2t.

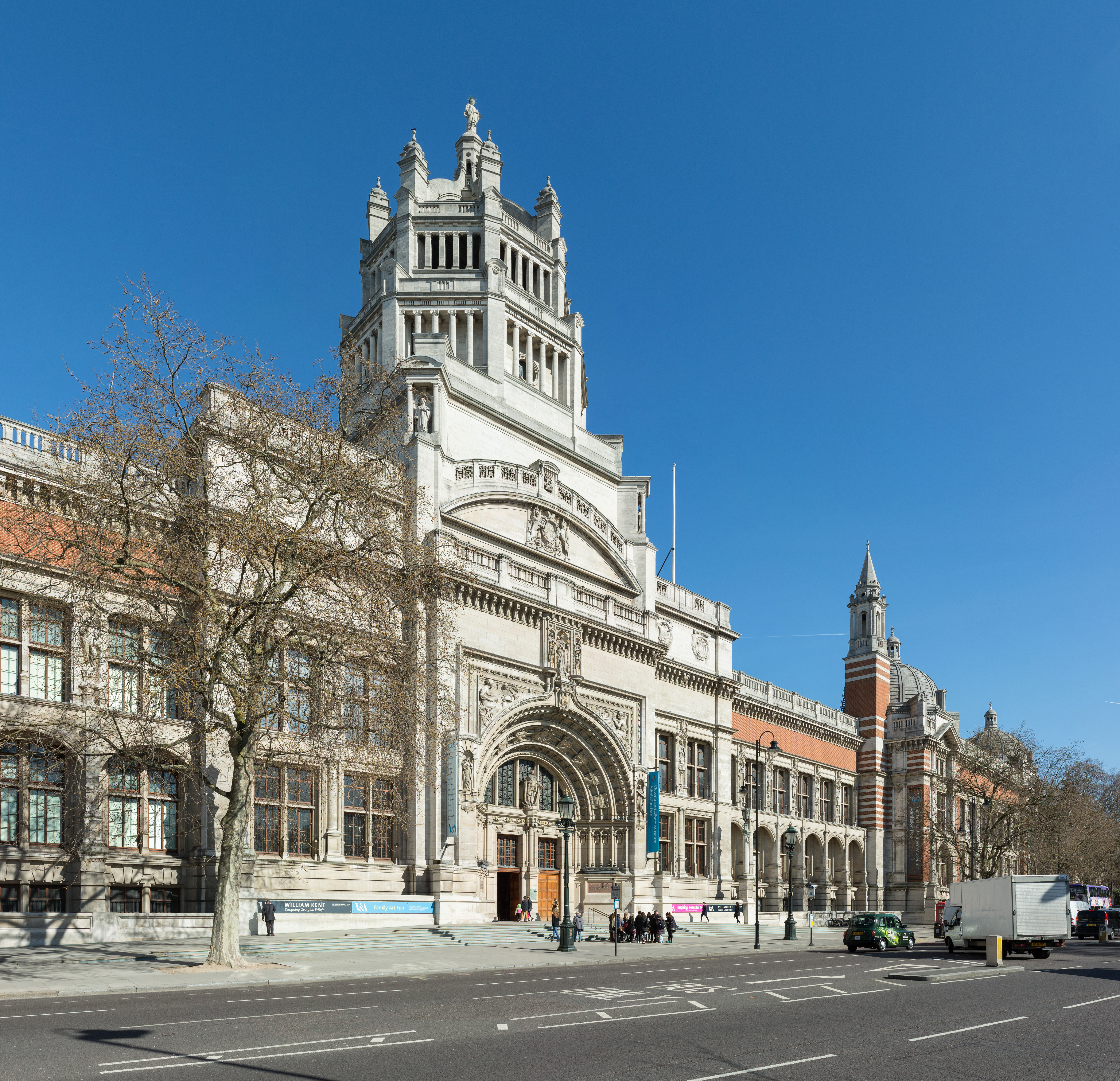
Victoria and Albert Museum v Londýně, kde bylo 2b2t vystaveno od roku 2018 do roku 2019

Od 8. září 2018 do 24. února 2019 bylo 2b2t uvedeno na výstavě Videogames: Design/Play/Disrupt londýnského Victoria and Albert Museum. Cílem výstavy bylo prozkoumat videohry a proces jejich navrhování, stejně jako to, jak zaujmou hráče a sociální a etické problémy kolem nich. Minecraft byl hojně uváděn ve třetí části výstavy, která se zaměřila na hry, ve kterých se hráči „stávají sami tvůrci a designéry, často jako součást velkých online komunit“. 2b2t představoval tento aspekt Minecraftu, který byl vystavován vedle 15 dalších videoher. Server byl popsán jako „posetý archeologickými pozůstatky své historie… palimpsest krajiny, přepisovaný a znova přepisovaný spory mezi hráči, hacky vnášejícími do světa rozsáhlé struktury a různými vlnami přicházejících internetových komunit a běsnění nebo pokusy se v něm usadit“.
V Introduction to Game Design, Prototyping, and Development, který vydal Pearson Education v srpnu 2017, bylo 2b2t popsáno jako „neúrodná pekelná krajina“, přičemž jeho povaha je „konečným vyjádřením základního mechanismu hry“ s odkazem na sandbox kultury Minecraftu, která má otevřený konec. The Ultimate Minecraft Creator, vydaný Triumph Books v červenci 2014, uvedl, že navzdory urážlivému jazyku a chování 2b2t (griefování a cheatování), může být server jedinečným a zábavným zážitkem pro hráče, kteří jsou ochotni smířit se s jeho negativními aspekty.
2b2t také vystupoval v epizodě švédského podcastu P3 Spel (P3 Games) Sveriges Radio, který popisoval 2b2t jako server, o kterém se nejvíce mluví, a jak se v průběhu své historie stal „kotelem čarodějnic plným chaosu“, kterým je dnes. Master Builder 3.0 Advanced a Ultimate Guide to Mastering Minigames and Servers, publikovaný Triumph Books v dubnu 2015 a v dubnu 2016, oba uvedly, že 2b2t „sedí mezi online licenční poplatky, pokud jde o veřejné [Minecraft] servery“.

## Rendery

Render spawnu 2b2t z konce roku 2017, zobrazující různé vrstvy spawnu s destrukcí postupující dovnitř směrem k centru světa. Render zobrazuje -X (západní) osu mapy světa od 400 do 3 000 bloků od středu mapy.
Render ze stejné perspektivy z února 2020, které ve srovnání s renderem z roku 2017 ukazuje, jak se zničení spawnu v průběhu času výrazně zvýšilo
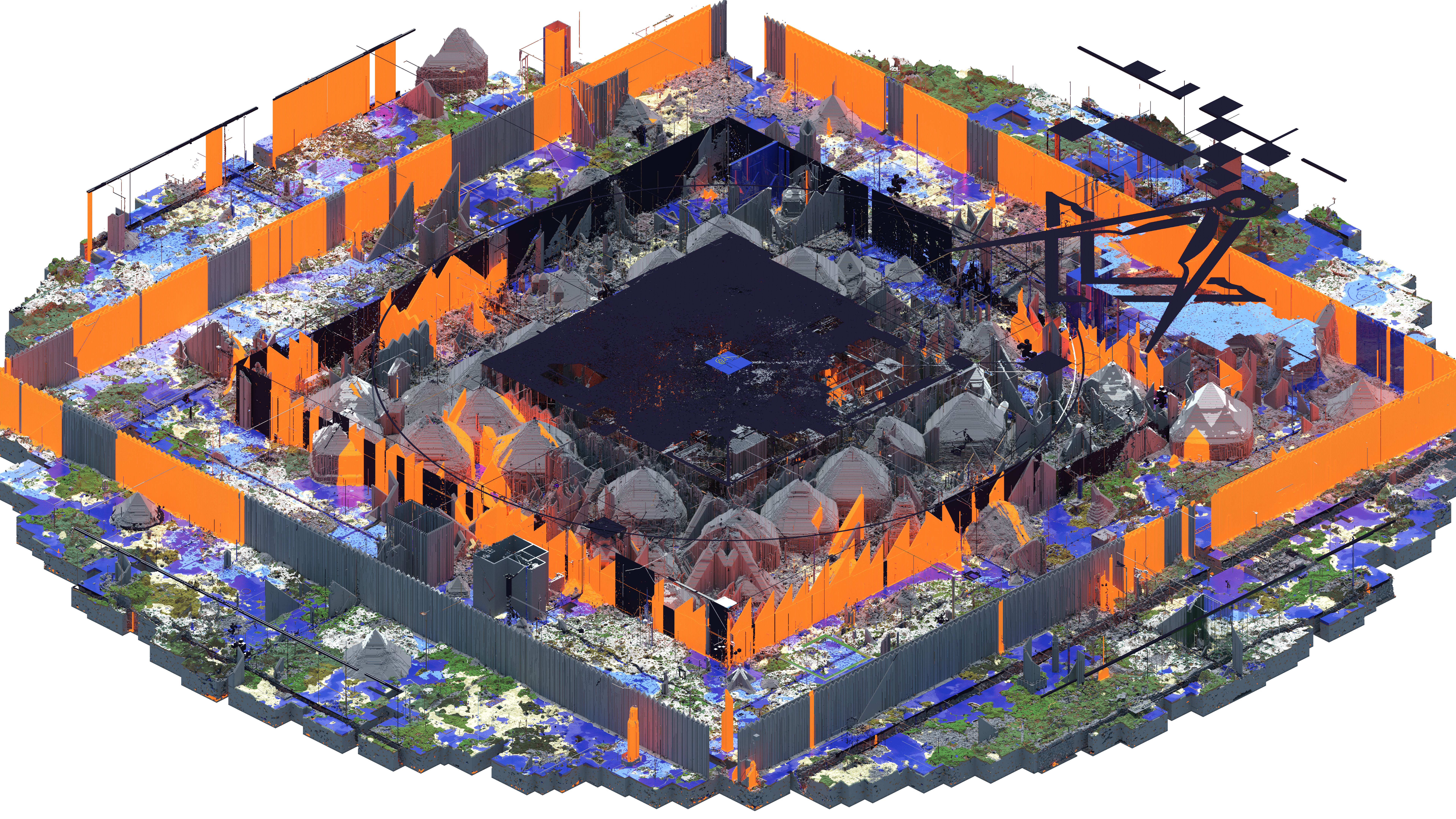
Render spawnu 2b2t z června 2019, které poskytuje alternativní boční pohled v izometrickém zobrazení